# Виріб 181
Виріб-181 — експериментальний літальний апарат з крилом аркової конструкції, що був розроблений в АНТК імені Олега Антонова, в Києві в кінці 1980-х років.

## Історія концепції
Автором арочного типу крила є американський конструктор Уіллард Кастер, який у 30-50-хх рр.. ХХ століття розробив і побудував кілька експериментальних літаків, на яких застосував винайдену ним аеродинамічну схему. Її основною особливістю, за задумом Кастера, була здатність напівкруглого крила створювати, завдяки своїй формі, додаткову статичну підйомну силу. Однак довести втілення концепції до життєздатних характеристик Кастеру не вдалося, і аркове крило не отримало розповсюдження в авіабудуванні.
Кастер стверджував, що апарат з таким крилом здатен злітати і підніматися майже вертикально, або зависати, зберігаючи швидкість залізничного транспортного засобу.

## Історія апарата
«Виріб-181» побудований в єдиному дослідному екземплярі оснащений унікальним крилом арочного типу. В рамках ДКР вели розробку літаючої моделі літака з комбінованим крилом. Роботи над апаратом розпочалися в 1975 році. Експериментальна машина була створена в кінці 1980-х рр.. для відпрацювання саме цієї аеродинамічної схеми. Однак літак, який повинен був продемонструвати зліт після всього 30-40 метрів розбігу і стійкий політ на мінімальній швидкості в 30-40 км/год, на жаль, в повітря так і не піднявся.
Причиною передчасного згортання програми зі створення «Виробу 181» став розпад СРСР і подальше за цим припинення фінансування робіт. Таким чином, вже випробуваний на швидкісні пробіжки новітній літальний апарат назавжди залишився на землі. Програму, під яку Виріб-181 розроблявся, закрили за місяць до призначеної методичної ради по першому вильоту. Якби цього не сталося, то машина злетіла б обов'язково.
Незвичність аеродинамічної схеми, перервані роботи і, «штучність» літака, який у вкрай нечисленних книжкових джерелах помилково іменується «Ан-181» (цей повний індекс офіційно призначено не був), стали причиною, по якій ця Антонівська розробка залишилася практично невідомою.
Лише одного разу, в 1991 р., «Виріб 181» було продемонстровано широкій публіці на авіашоу у Гостомелі.
Тепер же чудово збережений унікальний раритет можна буде побачити у Державному музеї авіації України.
У рамках існуючої двосторонньої програми між музеєм Жуляни і ДП «Антонов» щодо створення титульної колекції літаків «Ан», в червні музей переданий побудований в єдиному екземплярі літак «Виріб 181». В липні 2010 р. на музейну стоянку в Жулянах був поставлений новий експонат: літак Виріб 181 з бортовим номером СССР-190101.

## Конструкція

Конструкція аркового крила

Літак обладнаний ліхтарем, що скидається в польоті на випадок нештатної ситуації.
Крило має аркову конструкцію.
Шасі не прибирається в польоті.
Кіль має V-подібну конструкцію.
Екіпаж експериментального літального апарата мав складатися з 2-х чоловік.